# Guanartemat de Gáldar

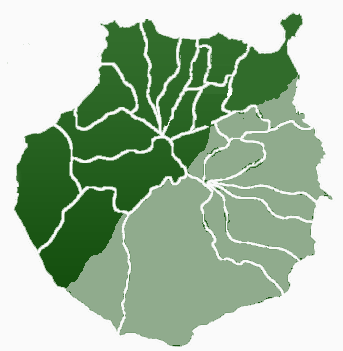
Localització del Guanartemat (en verd) a l'illa de Gran Canària pel que fa als municipis actuals.

 El Guanartemat de Gáldar  era un dels guanartemats en què es va dividir l'illa de  Tamarant  (Gran Canària) després de la mort d'Artemi Semidan a 1405, fins a la conquesta de l'illa. L'antiga direcció única de l'illa, amb seu a Telde, va quedar dividida en dues, quedant al capdavant de Gáldar, el Guanarteme  Egonaygache Semidan .

## Història
El guanartemat ocuparia tot el sector NO de l'illa, i possiblement els seus límits amb el Guanartemat de Telde estarien al Barranc de Guiniguada i el barranc d'Arguineguín, segons Abreu Galindo, o el Barranc de Guiniguada i Barranc de Tirajana.
La seu del poder polític del guanartemat estaria en la Vega de Gáldar, al voltant de l'actual ciutat homònima. També hi havia assentaments poblacionals importants en La Aldea de San Nicolás. Agaete, Veneguera, Mogán i Arguineguín, tant en hàbitats concentrats com dispersos, amb poblats de superfície formats per cases, com coves artificials i naturals. També es troben dins d'aquest territori les necròpolis del Forat, La Guancha, Guayedra, etc. Moltes coves artificials van ser utilitzades com sitge per l'emmagatzematge de la producció agrícola.

## Economia
La principal activitat econòmica seria l'agrícola, destacant la fèrtil Vega de Gáldar. A les zones muntanyoses es practicaria la ramaderia (cabrum i ovina). A la costa es van explotar els recursos marins. Pel que fa a l'activitat minera, destaca la Muntanya de Horgazales com a centre d'explotació de l'obsidiana, la qual seria distribuïda per tota l'illa.

## Guanartemes de Gáldar
- Artemi Semidan
- Tenesor Semidan
- Doramas